# Rhinemys rufipes
Rhinemys rufipes é uma espécie de tartaruga da família Chelidae. É a única espécie descrita para o gênero Rhinemys. Pode ser encontrada no Brasil e Colômbia.

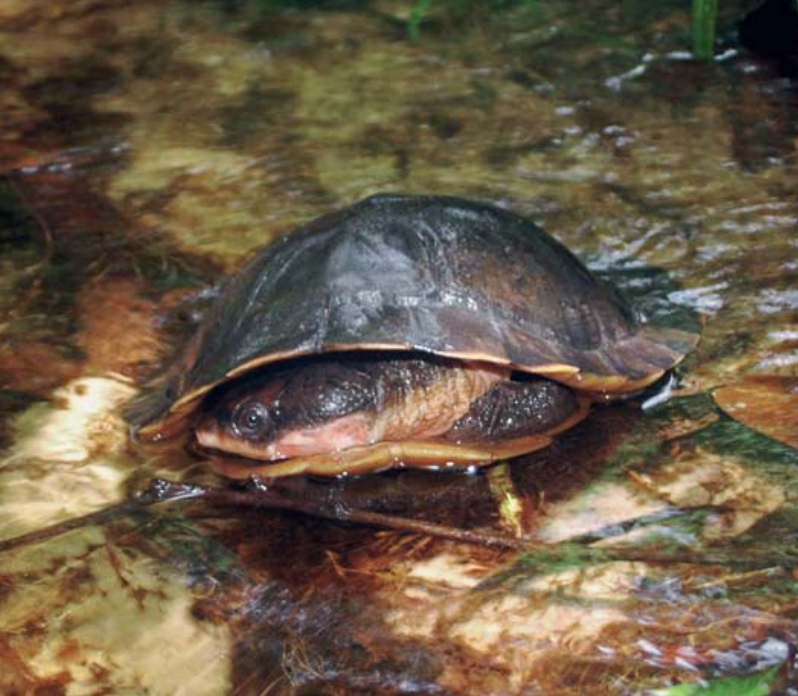
Fêmea de cágado vermelho (Rhinemys rufipes) em um igarapé.

Também conhecido como cágado vermelho, esta é uma espécie aquática que habita riachos florestados de águas negras, onde há uma copa fechada, na Região Amazônica. Seus nomes populares são: lalá (Brasil), achiote, tortuga roja (Colômbia); Red Amazon Side-necked Turtle (países de língua inglesa). Segundo estudos, o cágado vermelho pode ser a espécie de tartaruga mais abundante da América do Sul. Seu nome científico rufipes vem do latim que significa pé vermelho (“rufus = vermelho e “pes” = pé) é em homenagem a coloração característica de seus pés e pescoço. Essa espécie pertence à subordem Pleurodira, visto que ao esconder a cabeça no casco, ela dobra o pescoço lateralmente ao corpo.

## Taxonomia
A primeira descrição da espécie foi feita pelo naturalista Johann Baptist von Spix em 1824 que concedeu-lhe o nome Emys rufipes. Em 1981, o zoólogo Paulo Emílio Vanzolini, considerou Emys rufipes como sinônimo de Phrynops rufipes. Ao longo dos anos, essa espécie foi colocada em cinco gêneros diferentes (Chelys [= Chelus], Rhinemys, Hydraspis, Platemys, and Phrynops) e foi somente em 2001 que essa espécie foi colocada no gênero dos Rhinemys pelo herpetólogo William P. McCord em seu trabalho sobre taxonomia de Testudines

## Descrição

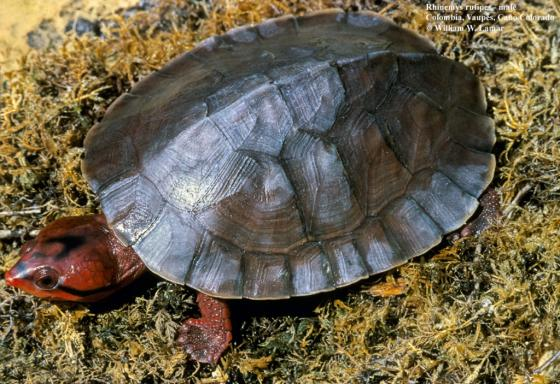
Espécime macho de Rhinemys rufipes, fotografado na Colômbia

São quelônios relativamente pequenos, com as fêmeas medindo entre 20 cm a 27 cm e os machos entre 160 cm a 230 cm de comprimento total do corpo. Apresentam uma coloração vermelha ou rosada na cabeça e nas patas, sendo que as patas posteriores, a superfície superior das pernas e a superfície dorsal do pescoço são mais escuras do que as outras partes moles do corpo. A carapaça tem um formato ovalado e é alta com uma quilha central, quanto a coloração, ela é marrom brilhante em juvenis e marrom escura em adultos . Na cabeça é possível observar três listras pretas que se originam no nariz e vão até ao pescoço, sendo que duas delas passam pelos olhos e uma entre os olhos. O plastrão (parte ventral do caso) dessa espécie é amarelo claro e apresenta um maior estreitamento na região posterior. É possível observar anéis de crescimento distintos nos juvenis, em contrapartida, os indivíduos adultos possuem somente sete anéis espaçados no centro dos escudos. As patas traseiras e dianteiras são espalmadas com membranas interdigitais. 

## Distribuição e Habitat
Essa espécie aquática é encontrada na Bacia Amazônica, no Brasil, Colômbia e possivelmente na Venezuela. No Brasil, essa espécie pode ser encontrada em toda a bacia do Rio Negro e nos afluentes Trombetas e Tocantins. Na Colômbia são encontrados nas bacias dos rios Apaporis, Vaupés, Pira- Paraná e Papurí.

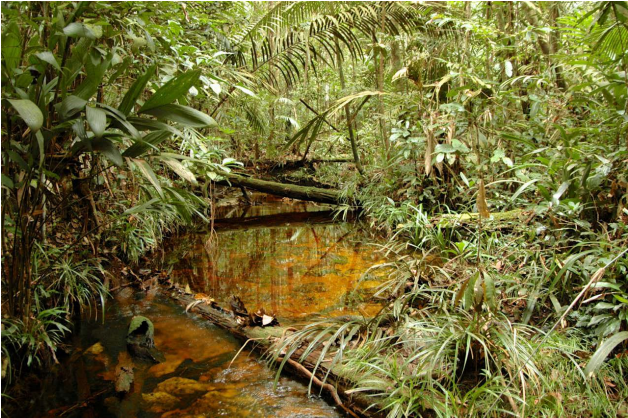
Pequeno córrego raso e relativamente frio, de águas negras e de dossel fechado, na Reserva Ducke, Amazonas, Brasil, habitat típico
para Rhinemys rufipes

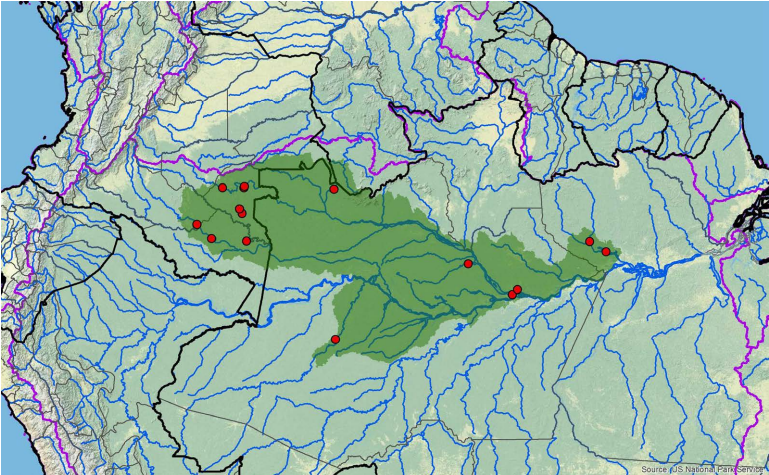
Distribuição de Rhinemys rufipes na Bacia Amazônica do norte da América do Sul, incluindo Brasil, Colômbia e possivelmente Venezuela. Linhas roxas = limites que delimitam as principais bacias hidrográficas (compartimentos de unidades hidrológicas de nível 3 – HUCs); pontos vermelhos = registros de ocorrência em museus e literatura de populações nativas com base em Iverson (1992) mais dados mais recentes e dos autores; sombreamento verde = distribuição nativa projetada

Esses cágados preferem riachos florestados de águas negras, em que há uma copa fechada, com baixa  incidência de luz. São animais de hábitos noturnos e que raramente saem da água. Habitam córregos e rios pequenos, pouco profundos, bem preservados, com água corrente e com a temperatura da água por volta 26 graus Celsius. Entretanto, já foram registrados alguns desses animais em águas claras e em lagos e igarapés de água branca. São encontradas na maior parte do tempo forrageando (alimentando) no fundo do riacho ou escondido entre os substratos de folhas em decomposição. Ocupam uma área entre 1-2 km lineares no igarapé onde habitam. A densidade estimada varia de 6,8 a 9,2 indivíduos/ Km2  e comumente são capturados 4 a 6 cágados juntos, provavelmente devido a oferta de comida fresca ou de atividades reprodutivas.

## Ecologia e comportamento

### Dieta
São onívoros, tendo como principal fonte de alimento pequenos crustáceos (camarão e caranguejos) e outros vertebrados, como lagartos, anfíbios e peixes. Contudo, também se alimentam de frutos e sementes de palmeiras de açaí do gênero Euterpe, paxiubão do gênero Iriartea e paxiúba do gênero Socratea que caem na água.

### Reprodução
Não se sabe exatamente sobre a reprodução dessa espécie. Contudo, sabe-se que a fêmea atinge sua maturidade sexual por volta dos 6 a 10 anos de idade. O período de desova no Brasil é estimado a ocorrer no fim da estação chuvosa, entre março a junho, já na Colômbia, o período reprodutivo pode acontecer duas vezes ao ano: entre julho a setembro e dezembro a fevereiro. As fêmeas depositam de 3 a 8 ovos a cada estação reprodutiva, sendo que elas podem ter uma ou duas desovas durante esse período. Os ovos são levemente elípticos, medindo cerca de 41-47 mm x 38- 42 mm e pesando entre 32.5 a 34.5 g. Não há registros de ninhos feitos ao longo do banco de areia das margens de igarapés onde esses animais são encontrados, assim, acredita-se que esses ovos sejam depositados embaixo da terra em plataformas.

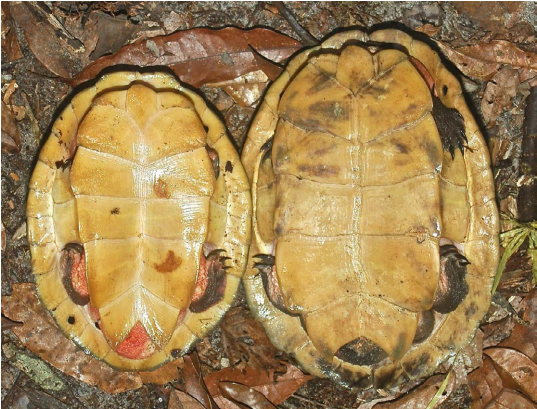
Dois espécimes de Rhinemys rufipes: Macho adulto (esquerda) e fêmea (direita)

### Diformismo sexual
As fêmeas são maiores que os machos, estes por sua vez, possuem uma cauda mais larga e comprida. Além. de que, o plastrão dos machos é levemente mais côncavo e a abertura do escudo anal é mais triangular e profunda.

### Por que não conseguem manter elas em cativeiro
Medem (1975), Pritchard (1979) and Lamar e Medem (1982) apresentaram dificuldade em manter animais dessa espécie em cativeiro. Uma das dificuldades encontradas foi a presença de fungos e bactérias nos cascos de alguns animais capturados em campo que passaram a infectar os demais cágados coletados. Apesar de animais coletados na região de Manaus não apresentarem esse problema,  alguns pesquisadores relatam que é difícil encontrar a temperatura ideal para manter os cágados em cativeiro, visto que apesar de serem espécie neotropicais, a temperatura do local onde elas se encontram não ultrapassa 26 graus Celsius.

## Conservação
O cágado-vermelho é sensível ao avanço da urbanização das áreas de florestas, ao desmatamento e à poluição das águas dos igarapés onde habitam. Na Colômbia, sua carne é apreciada pelos povos nativos da região, o que por sua vez não ocorre em território brasileiro 

A espécie é protegida no Brasil e pode ser encontrada em áreas de conservação, como o Parque Nacional do Jaú (AM), Reserva Florestal Adolpho Ducke (AM) e Reserva do Rio Trombetas (PA). Diferentemente do Brasil em que essa espécie está fora da lista de espécies ameaçadas, na Colômbia estes animais  estão na lista vermelha de vulnerabilidade, visto que a sua população tem diminuído ao longo dos anos. Apesar disso, essa espécie saiu da lista vermelha de animais quase ameaçados de extinção da UICN (União Internacional para a Conservação da Natureza), na qual estava desde 1996, em 2011. Na Colômbia, os cágados vermelhos são encontrados no Rio Puré, Cahuinarí e no Parque Nacional Yaigojé Apaporis. 